# العقيد شمة (مسلسل)
العقيد شمة، مسلسل كوميدي كويتي. انتج عام 2009 وعرض في رمضان 2009، أخرجه «أحمد عبيس» وكتبه «عادل المسيليم»، ويناقش المسلسل عن الشرطة النسائية في الكويت من خلال شخصية «شمة».

## الفنانين المشاركين بالعمل
- هدى الخطيب.
- سعاد علي.
- محمد جابر.
- انتصار الشراح.
- عبد الإمام عبد الله.
- لطيفة المجرن.
- هبة الدري.
- منى شداد.
- ياسة.
- خالد العجيرب.
- أحمد العونان.
- أمل عباس.
- شعبان عباس.
- جاسم عباس.
- فيصل بوغازي.
- مصطفى أشكناني.
- هدى إبراهيم.
- غرور.
- أبرار.
- عبير الخضر.
- هنوف السعدون.
- دخيل النبهان.
- بحر البحر.
- عالية شعيب.